# Hemichromis lifalili
Hemichromis lifalili là một loài cá hoàng đế. Chúng có thể dài đến 8,2–10 cm (3,2–3,9 in) và có màu đỏ cam hoặc đỏ tươi với các hàng đốm nhỏ màu xanh trên khắp cơ thể, kể cả đầu và vây. Hai đốm đen có mặt ở hai bên, cái đầu tiên thì ở gần mang, cái còn lại thì ở giữa cơ thể.
Trong mùa sinh sản, gần như toàn bộ cơ thể của chúng có màu đỏ. Khi kết thúc mùa sinh sản, con đực và con cái trưởng thành có thể được phân biệt chủ yếu bởi hình dạng cơ thể của chúng. Những con cái thì gầy hơn và có màu đỏ sáng hơn. Con đực thì to và có đầu lớn hơn con cái.
Thức ăn của loài cá này chủ yếu là sâu, giáp xác, côn trùng, cá nhỏ, nhưng cũng có thể ăn thực vật.

## Sinh sản
Loài này giống với cá kim cương đỏ đều là một loài cá cảnh phổ biến. Sinh sản của chúng là khá đơn giản và nó được thực hiện dễ dàng trong điều kiện nuôi nhốt.
Thông thường, con cái đẻ khoảng 400 quả trứng trên một hòn đá và con đực ngay lập tức thụ tinh cho chúng. Ở nhiệt độ 25,5 °C, sau 48 giờ thì trứng nở. Sau năm ngày rưỡi, cá con bơi tự do và chủ yếu là do con cái chăm sóc và dẫn dắt, trong khi con đực chủ yếu tham gia vào việc bảo vệ lãnh thổ.

## Phân phối và môi trường sống
Loài này có mặt ở Cộng hòa Dân chủ Congo, thượng và hạ lưu sông Congo, ngoại trừ vùng Shaba (Katanga) và Kasaï.Những loài cá này ưa thích vùng nước có nhiều đá ngầm và ấm (22-24 °C)).